# Konstvägen sju älvar
Konstvägen sju älvar är en turistväg och ett skulpturstråk från kust till fjäll i Västerbottens län.
Konstvägen sju älvar går från Umeå hamn i Holmsund vid Bottenviken i Västerbotten till Borgafjäll i Lappland över Umeå och Dorotea och följer E12, riksväg 92 och länsväg 1052. Utmed denna väg har från 1996 uppförts ett antal konstverk. Sträckan är ca 335 kilometer lång och korsar de sju älvarna Vindelälven, Ume älv, Öreälven, Lögdeälven, Gideälven, Ångermanälven och Saxälven (Saxån). Konstprojektet administreras av den ideella föreningen Konstvägen Sju Älvar med de fem berörda kommunerna Umeå, Vännäs, Bjurholm, Åsele och Dorotea som medlemmar.

## Bakgrund
I mitten av 1960-talet bildades föreningen Vägen Sju Älvar. Förutom att lyfta fram de sju älvarna som turistattraktion, ville föreningen få myndigheterna att höja vägstandarden. Det fanns även en förhoppning om en förlängning av vägen västerut över gränsen till Norge.
På 1990-talet utvecklades idén att uppföra konstverk längs med vägen. Med projektmedel från EU fick tio konstnärer uppföra varsitt konstverk utmed sträckan. Sedan dess har fler konstverk tillkommit. Föreningen bytte namn till Konstvägen Sju Älvar 1997.

## Skulpturer

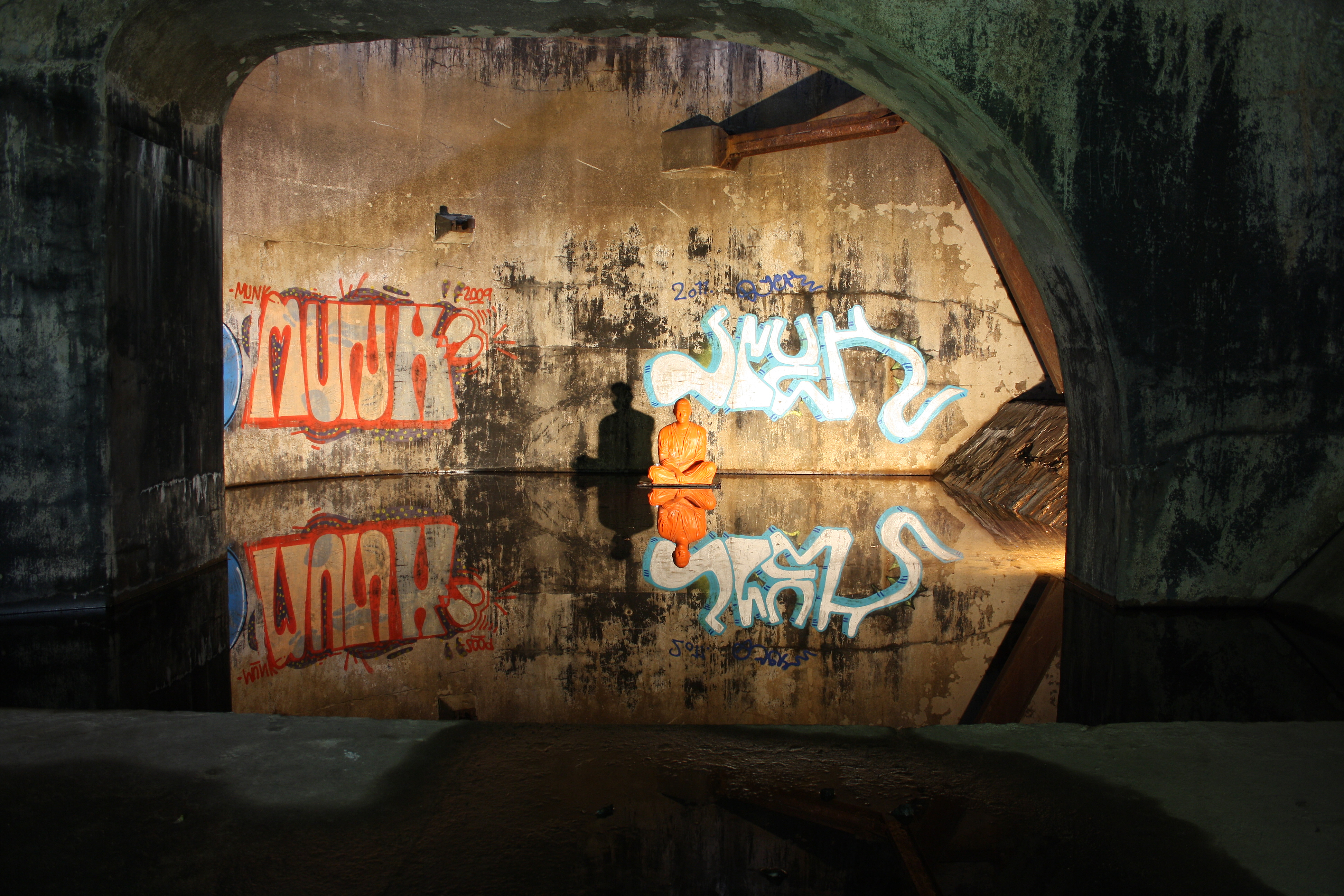
811 av Fredrik Wretman.

- Plats Nord 63 grader 40,8 minuter Ost 20 grader 20,6 minuter av Mats Caldeborg, galvaniserat stål, Umeå hamn, Holmsund 63°40.8′N 20°20.6′Ö / 63.6800°N 20.3433°Ö
- 8 11 av Fredrik Wretman, 1998, Baggböle 63°50′4″N 20°7′0″Ö / 63.83444°N 20.11667°Ö
- Eldsoffa av Ulf Rollof, tegel, väster om vägkorsningen E12/Riksväg 92, vid den östra infarten till Vännäs 63°55′4″N 19°45′3″Ö / 63.91778°N 19.75083°Ö
- Hägring av Kent Karlsson, 1999, mitt emellan Vännäs och Bjurholm 63°55′46.4″N 19°31′05.1″Ö / 63.929556°N 19.518083°Ö
- Oh du härliga land av Mattias Baudin och Linda Baudin, 2011, Balsjö, 5 kilometer väster om Bjurholm
- Vägabstraktion av Jacob Dahlgren, 2011, vid Lögdeälven, 23 kilometer väster om Bjurholm
- Poem för imaginär älv av Sigurdur Gudmundsson, brons, i regleringsmagasinet Skinnmuddselet i Gideälven, 6 kilometer väster om Fredrika 64°4′9″N 18°18′1″Ö / 64.06917°N 18.30028°Ö
- En laddad plats av Mikael Richter, på en myr 7 kilometer väster om Åsele och strax väster om byn Hammar 64°11′0″N 17°13′3″Ö / 64.18333°N 17.21750°Ö
- Nybyggarkvinnan av Anne-Karin Furunes, 2003, tidigare fäbodplats vid byn Varpsjö, 32 kilometer väster om Åsele 64°14′0″N 16°48′3″Ö / 64.23333°N 16.80083°Ö
- Återkallelse av Monika Larsen Dennis, marmor, 2004, vid affären i byn Ormsjö, 30 kilometer väster om Dorotea, är skapat till minne av de 14 timmerflottare som drunknade vid den så kallade Ormsjöolyckan 1936  64°25′0″N 16°1′0″Ö / 64.41667°N 16.01667°Ö
- Himmelfrid av Solfrid Mortensen, betong, på en kulle, 55 kilometer väster om Dorotea och 5 kilometer väster om byn Högland 64°38′2″N 15°48′0″Ö / 64.63389°N 15.80000°Ö
- Ljusfenomen av Olov Tällström, pålar och strålkastare, sluttning vid Lill-Arksjön, 62 kilometer väster om Dorotea och 1,5 kilometer väster om byn Storbäck 64°38′2″N 15°48′0″Ö / 64.63389°N 15.80000°Ö
- Återkomst av Monica Edmondson, stenblock och glas, 2013, i Borgafjäll

Konstväg av Kari Cavén, 1998, är numera borttaget på grund av slitage.  Konstverket bestod av I-balkar, stålplåtar och asfalt och var beläget vid Lögde älv, 33 km väster om Bjurholm. Det liknade "bottenvåningen" av ett korthus och utgjordes av ett ramverk av ett antal I-balkar med åtta kraftiga asfaltbelagda 18 kvadratmeter stora stålplåtar parvis lutade mot varandra. Det liknade ett uppskuret vägavsnitt, hoptryckt till en dragspelsbälg.
Också Väg ledning av Gunilla Wihlborg, 1996, röd tross och metallpinnar, väster om  Bjurholm, har tagits bort på grund av slitage.